# Mary Berry
Dame Mary Rosa Alleyne Hunnings(nascida Berry; nascida em 24 de março de 1935), conhecida profissionalmente como Mary Berry, é uma escritora de culinária, chef, padeira e apresentadora de televisão inglesa. Depois de ser incentivada nas aulas de ciências domésticas na escola, ela estudou catering na faculdade. Ela então se mudou para a França aos 22 anos para estudar na escola de culinária Le Cordon Bleu, antes de trabalhar em vários empregos relacionados à culinária.
Ela publicou mais de 75 livros de culinária, incluindo seu best-seller Baking Bible em 2009. Seu primeiro livro foi The Hamlyn All Color Cookbook em 1970. Ela apresentou várias séries de televisão para a BBC e a Thames Television. Berry é uma colaboradora ocasional do Woman's Hour e do Saturday Kitchen. Ela foi juíza no programa de televisão da BBC One (originalmente BBC Two) The Great British Bake Off desde seu lançamento em 2010 até 2016, quando o programa se mudou para o Channel 4.

## Juventude
Berry nasceu em 24 de março de 1935, a segunda de três filhos de Margaret ('Marjorie', née Wilson; 1905-2011) e Alleyne William Steward Berry (1904-1989). Alleyne era um agrimensor e planejador que serviu como prefeito de Bath em 1952 e esteve intimamente envolvido no estabelecimento da Universidade de Bath em Claverton Down. O tataravô de Mary por parte de pai, Robert Houghton, era um mestre padeiro na década de 1860 que fornecia pão para um asilo local em Norwich. Sua mãe morreu em 2011 aos 105 anos.

## Carreira
O primeiro trabalho de Berry foi no showroom da Bath Electricity Board e, em seguida, realizando visitas domiciliares para mostrar aos novos clientes como usar seus fornos elétricos. Ela normalmente demonstrava os fornos fazendo uma pão de ló (em inglês, a Victorian sponge), uma técnica que ela repetiria mais tarde quando em estúdios de televisão para testar um forno que ela não havia usado antes.

### The Great British Bake Off

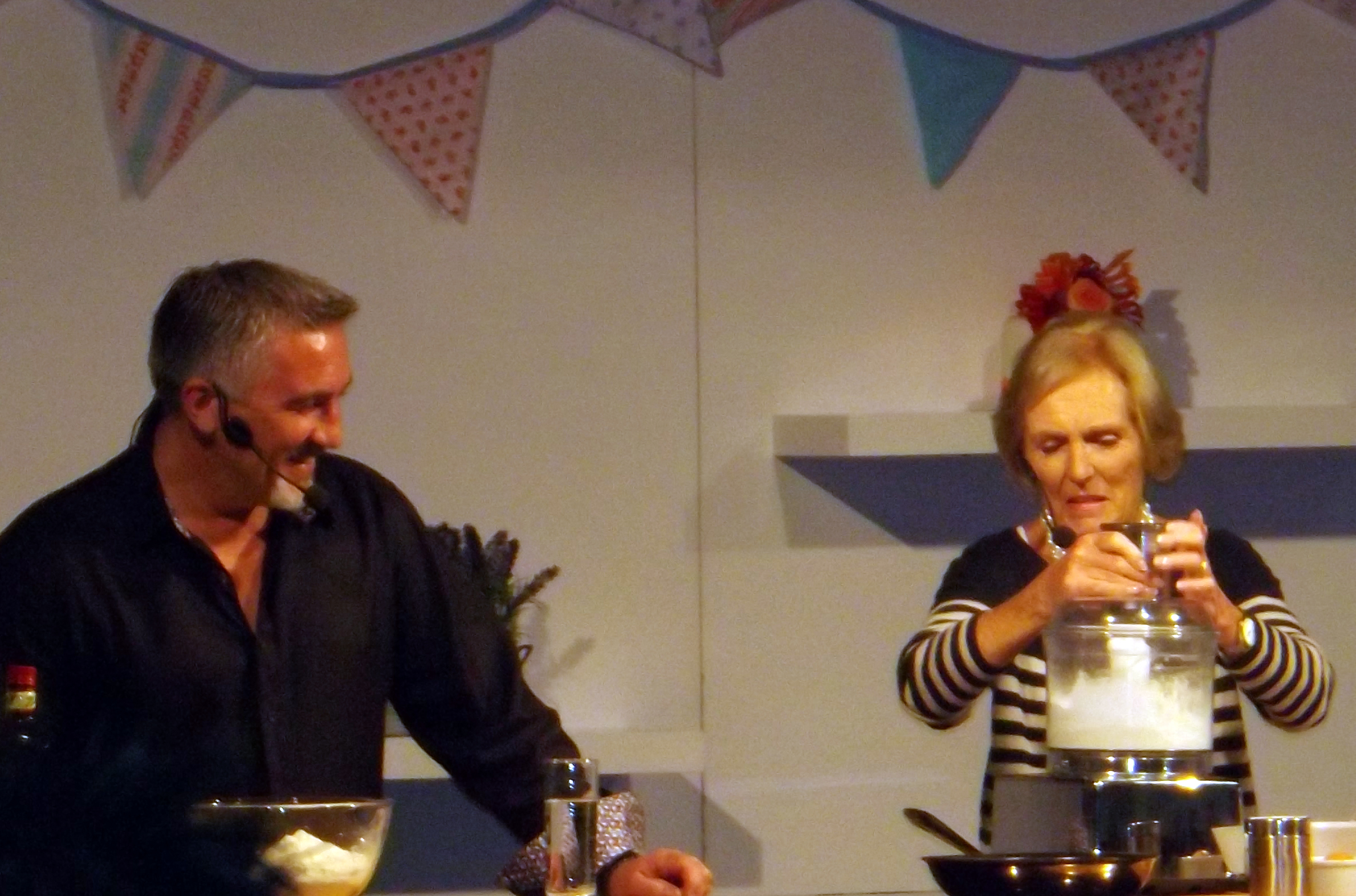
Mary Berry e Paul Hollywood no Cake International London 2013

De 2010 a 2016, ela foi uma das juradas do The Great British Bake Off da BBC One (anteriormente, na BBC Two) ao lado do padeiro Paul Hollywood, especializado em pães. Berry diz que desde que trabalharam juntos, ela aprendeu com ele. No entanto, alguns espectadores ficaram indignados durante a primeira temporada, quando foi tomada a decisão de fazer os concorrentes usarem uma das receitas de Hollywood para bolinhos (scones) em vez de uma de Berry.
Seu trabalho no programa com Hollywood levou o The Guardian a sugerir que era a "melhor parceria de julgamento de reality shows de todos os tempos". Em setembro de 2016, a Love Productions anunciou que um acordo de três anos para transmitir o programa no Channel 4 em vez da BBC a partir de 2017 havia sido acordado. Os co-apresentadores Mel Giedroyc e Sue Perkins anunciaram que não continuariam com Bake Off em sua nova rede. Berry anunciou que também estava deixando Bake Off no mesmo dia em que o colega juiz Paul Hollywood anunciou que ficaria com o show.

## O concurso de pudim de platina
Em janeiro de 2022, foi anunciado que Berry presidiria e sentaria como juíza no Pudim de Platina, uma competição nacional de panificação lançada em todo o Reino Unido em 10 de janeiro de 2022 pelo Palácio de Buckingham, Fortnum & Mason e The Big Jubilee Lunch para encontrar um novo pudim dedicado à rainha Elizabeth II como parte das celebrações oficiais do Jubileu de Platina em 2022, marcando o 70º aniversário da ascensão da rainha Elizabeth II em 6 de fevereiro de 1952.